# Degtiarsk
Degtiarsk - Дегтярск (rus) és una ciutat de l'óblast de Sverdlovsk, a Rússia. El 2021 tenia 15.326 habitants. Es troba a la vora del riu Viazovka, un afluent del Txussovaia, a 67 km a l'oest de Iekaterinburg.

## Història
L'explotació d'un dipòsit de pirita el 1914 feu néixer una aglomeració anomenada Revdínskaia Degtiarka, que es desenvolupà i rebé l'estatus de possiólok (poble) el 1932, i finalment el de ciutat el 1954.
Al llarg de l'estiu del 1959 el vicepresident dels Estats Units, Richard Nixon, efectuà una visita a la Unió Soviètica, visita no oficial però la primera d'un alt responsable estatunidenc en el país d'ençà la Conferència de Ialta el 1945. El 30 de juliol de 1959 es trobava a Degtiarsk, on es trobà amb els responsables locals i feu un discurs sobre les relacions estatunidenco-soviètiques. Visità una mina de coure, on tingué una discussió espontània sobre les relacions est-oest amb els miners, a 250 m sota terra.
L'1 de maig de 1960, un avió-espia americà U-2, pilotat per Gary Powers, fou abatut prop de Degtiarsk per la defensa antiaèria soviètica, durant el transcurs d'una missió de fotografia dels llocs dels míssils intercontinentals de la regió de Sverdlovsk.